# 가와마에촌 (후쿠시마현)
가와마에촌(川前村)은 후쿠시마현 이와키군에 있던 촌이다. 1966년 10월 1일 가와마에촌 등 14개 시·정·촌이 합병하여 이와키시가 신설되고 폐지되었다.

## 지리
이와키시 북부에 위치하고 있다.
마을 전체가 산간지역으로, 아부쿠마 산지의 일부를 이루고 있다. 산업적으로는 풍부한 산림을 이용한 임업이 특히 번성했으며, 그 외에도 축산업 등이 이루어졌고, 1953년에는 나쓰이가와 계곡이 현립 자연공원으로 지정되는 등 관광 면에서도 그 풍부한 자연을 활용하고 있다. 

## 역사
- 1889년 - 4촌이 합병해 나라하군 가와마에촌이 되었다.
- 1896년 - 군 통합에 의해 이와키군에 이관되었다.
- 1966년 10월 1일 - 다이라시, 우치고시, 이와키시, 나코소시, 조반시, 이와키군 요쓰쿠라정, 도노정, 오가와정, 요시마촌, 미와촌, 다비토촌, 가와마에촌, 후타바군 히사노하마정, 오히사촌 등 14개 시·정·촌(5시 4정 5촌)이 합병하여 이와키시가 신설되고 폐지되었다.

## 교통
- 국철 반에쓰토선